# Terry Brahm
Terrence Paul « Terry » Brahm  (né le 21 novembre 1962) est un athlète américain, spécialiste des courses de fond.

## Biographie
En 1987, il remporte la médaille de bronze du 3 000 mètres lors des Championnats du monde en salle d'Indianapolis, devancé par les Irlandais Frank O'Mara et Paul Donovan. 

### Palmarès
| Date | Compétition                    | Lieu         | Résultat | Épreuve |
| ---- | ------------------------------ | ------------ | -------- | ------- |
| 1986 | Goodwill Games                 | Moscou       | 2e       | 5 000 m |
| 1987 | Championnats du monde en salle | Indianapolis | 3e       | 3 000 m |

### Records
| Épreuve | Performance    | Lieu    | Date          |
| ------- | -------------- | ------- | ------------- |
| 1 500 m | 3 min 35 s 81  | Hengelo | 14 août 1988  |
| 5 000 m | 13 min 28 s 00 | Eugene  | 1er juin 1990 |